# 奥野良之助
奥野 良之助（おくの りょうのすけ、1931年8月29日 - ）は、日本の生物学者、生態学者。

## 人物・来歴
大阪府大阪市生まれ。京都大学大学院理学研究科3年中退。神戸市立須磨水族館勤務後、金沢大学理学部生物学科助教授。1997年退職。

## 著書
- 『磯魚の生態学』(創元新書)創元社, 1971
- 『生態学入門 その歴史と現状批判』創元社, 1978
- 『さかなのせいかつ 魚類』岩崎賀都彰 絵. ポプラ社 (えほん・こどもの科学) 1978
- 『人と生き物48講』どうぶつ社, 1979
- 『ほんそめわけべら』(えほん・しぜんシリーズ) くぼたひろし ぶん, たなかのりよし え. ポプラ社, 1979
- 『さかな陸に上る 魚から人間までの歴史』創元社, 1989
- 『金沢城のヒキガエル 競争なき社会に生きる』どうぶつ社, 1995／平凡社ライブラリー 2006
- 『生態学から見た人と社会 学問と研究についての9話』創元社, 1997

### 翻訳
- ジョージ・ゲイロード・シンプソン『ダーウィン入門 われわれはダーウィンを超えたか』(自然誌選書) どうぶつ社, 1987